# Fernando Savater
Fernando Fernández - Savater Martín (San Sebastián, 21 giugno 1947) è un filosofo, saggista e romanziere spagnolo.

## Biografia
Savater è stato docente di Filosofia per più di trent'anni nei Paesi Baschi e presso l'Universidad Complutense di Madrid, divenendo noto soprattutto in Spagna per il suo vasto lavoro di divulgazione filosofica e di critica culturale. È conosciuto per il suo pensiero libertario e anticonformista. Ha preso parte attiva a diverse organizzazioni impegnate per la pace nei Paesi Baschi e contro il terrorismo e il nazionalismo basco. Le critiche al nazionalismo basco hanno collocato Savater al centro di numerose polemiche. È stato minacciato di morte dall'ETA e ha vissuto protetto da una scorta per oltre un decennio fino alla fine del 2011. I nazionalisti, in particolare i baschi, lo accusano di essere un nazionalista di segno opposto, spagnolo e centralista.
Nel 2007 ha fondato un nuovo partito politico chiamato Unione Progresso e Democrazia con l'ex parlamentare socialista Rosa Díez per opporsi ai diversi movimenti nazionalisti emergenti nella politica tradizionale spagnola.

## Pensiero
Savater ha riconosciuto di essere stato influenzato da Nietzsche, Cioran e Spinoza. Negli anni settanta fu considerato a lungo un discepolo di Agustín García Calvo (1926-2012), ma dal 1981 le sue vie sono apparentemente separate. Come scrive nella sua autobiografia: «è stato fondamentale nella mia evoluzione intellettuale e morale trovarlo, prima di staccarmi da lui.»
Volutamente al di fuori delle correnti di pensiero della storia della filosofia la sua caratteristica principale è la semplicità dello stile compositivo convinto com'è che «la filosofia non è sapere come se la cavava Socrate, nell’Atene di venticinque secoli fa, per vivere meglio, ma di come noi, possiamo comprendere e utilizzare meglio la nostra esistenza.»
La sua vuole essere una "filosofia della vita" come appare nella sua forse più nota opera Etica per un figlio (Ética para Amador) dove dialogando pacatamente e con spunti anche umoristici con il figlio Amador cerca di rispondere alle domande sulla vita partendo dal presupposto che «non è vero che un’etica laica, senza assoluti e senza miti, non può fornire modelli educativi efficaci. Savater lo dimostra persuasivamente: la moralità risulta soprattutto caratterizzata come autonomia, capacità di non sottomettersi, amor di sé nel senso migliore del termine. Un libro intenso ma anche amichevole, che genitori e maestri dovrebbero leggere e commentare insieme ai loro figli, discepoli, amici adolescenti.
Quando l'etica, sostiene Savater, si pone la fondamentale domanda di che cosa sia il "bene" la risposta non può essere un'astratta definizione poiché a noi occorre sapere che alcune cose sono "cattive" perché ci procurano un male e altre "buone" perché sono vantaggiose e utili. Vi sono poi le cose buone il cui uso smodato fa divenire cattive. Altre ancora come la bugia sono per definizioni cattive eppure esiste anche la bugia utile, le nobili menzogne di Platone
Tutto questo dimostra che non possiamo nel comportamento etico riferirci a regole assolute, fissate una volta per tutte e che la soluzione di un giusto comportamento dipende dal nostro senso di libertà che non vuol dire onnipotenza ma libertà di decidere, di reagire agli avvenimenti, di tentare di trovare delle soluzioni imparando a "saper vivere" che è poi quello che caratterizza l'etica.

## Opere
- Nichilismo e azione (Nihilismo y acción) (1970) - edizione italiana: Frassinelli, 2001. ISBN 8876846611
- La filosofía tachada (1970)
- Apología del sofista y otros sofismas (1973)
- Cioran. Un angelo sterminatore (Ensayo sobre Cioran) (1974) - Frassinelli, 1998. ISBN 8876844953
- Escritos politeístas (1975)
- Degli dei e del mondo (De los dioses y del mundo) (1975) - Frassinelli, 2001. ISBN 8876846611
- L'infanzia recuperata (La infancia recuperada) (1976) - Laterza, 1994. ISBN 8842044490
- La filosofía como anhelo de la revolución (1976)
- Apostati ragionevoli. Ritratti di ribelli illustri (Apóstatas razonables) (1976) - Il mulino, 1995. ISBN 8815050817
- Para la anarquía y otros enfrentamientos (1977)
- La piedad apasionada (1977)
- Panfleto contra el Todo (1978)
- Nietzsche y su obra (1979)
- El estado y sus criaturas (1979)
- Creature dell'aria: trentun monologhi probabili d'improbabili personaggi  (Criaturas del aire) (1979) - Instar libri, 1993. ISBN 8846100026
- Caronte aguarda (1981)
- La missione dell'eroe (La tarea del héroe) (1981) (Premio Nacional de Ensayo (Spagna)) - Pratiche, 1998. ISBN 8873804624
- Impertinencias y desafíos (1981)
- Invito all'etica (Invitación a la ética) (1982) - Sellerio, 1984.
- Diario de Job (1983)
- Sobre vivir (1983)
- Las razones del antimilitarismo y otras razones (1984)
- Contro le patrie (Contra las patrias) (1985) - Eleuthera, 1999. ISBN 8885060366
- El contenido de la felicidad (1986)
- Episodios pasionales (1986)
- Euskadi: pensar el conflicto (1987) con Javier Sádaba
- Etica come amor proprio (Ética como amor propio) (1988) - Laterza. 1994. ISBN 8842043923
- Último desembarco. Vente a Sinapia (1988)
- Humanismo impenitente (1990)
- La scuola di Platone (La escuela de Platón) (1991) - Tranchida, 1993. ISBN 888003006X
- Etica per un figlio (Ética para Amador) (1991)
- A mia madre mia prima maestra: il valore di educare (El valor de educar) (1991) - Laterza, 1997. ISBN 8842053449
- Politica per un figlio (Política para Amador) (1992) - Laterza, 1993. ISBN 8842041904
- Sin contemplaciones (1993)
- Il giardino dei dubbi. Lettere tra Voltaire e Carolina de Beauregard (El jardín de las dudas) (1993) - Laterza, 1994. ISBN 8842045357
- El contenido de la felicidad (1994)
- Semearentzako Etika (1996)
- Ética para o seu filho (1996)
- La voluntad disculpada (1996)
- Il gioco dei cavalli (El juego de los caballos) (1996) - Equitare, 2004. ISBN 8888266305
- Cattivi e maledetti (Malos y malditos) (1996) - Laterza, 1996. ISBN 8842050989
- Brevissime teorie (Despierta y lee) (1998) - Laterza, 2000. ISBN 8842061263
- Loor a leer (Crisolín) (1998)
- La filosofía como anhelo de la revolución (1998)
- Dizionario filosofico (Diccionario filosófico) (1999)
- Le domande della vita (Las preguntas de la vida) (1999)
- La aventura africana (1999)
- Idea de Nietzsche (2000)
- Etica per el meu fill (2000)
- Pour l'education (2000)
- A briglia sciolta (A rienda suelta) (2000) - Mondadori, 2002. ISBN 880450403X
- Perdonen las molestias: Crónica de una batalla sin armas contra las armas (2001)
- A cavallo tra due millenni (A caballo entre milenios) (2001) - Laterza, 2001. ISBN 8842063908
- Caronte aguarda (2001)
- El dialecto de la vida (2002)
- Pensamientos arriesgados (2002)
- El contenido de la felicidad (2002)
- Borges (Jorge Luis Borges) (2002) - Laterza, 2003. ISBN 8842070793
- Ética y ciudadanía (2002)
- Etnomanía contra ciudadanía (2002)
- Contrattempi. Autobiografia di una ragione appassionata (Mira por dónde. Autobiografía razonada) (2003) - Laterza, 2005. ISBN 8842073911
- Palabras cruzadas: Una invitación a la filosofía (2003)
- Los caminos para la libertad: Ética y educación (2003)
- Il coraggio di scegliere: riflessioni sulla libertà (El valor de elegir) (2003) - Laterza, 2004. ISBN 8842072664
- El gran fraude: sobre terrorismo, nacionalismo y ¿progresismo? (2004)
- I dieci comandamenti nel XXI secolo (Los diez mandamientos en el siglo XXI) (2004) - Mondadori, 2005. ISBN 8804539496
- La libertad como destino (2004)
- El valor d'escollir (2004)
- El gran laberinto (2005)
- I sette peccati capitali (Los siete pecados capitales) (2005) - Mondadori, 2007. ISBN 9788804563235
- Así hablaba Nietzsche (2006)
- La vita eterna (La vida eterna) (2007) - Laterza, 2007. ISBN 9788842084938
- Imaginación o barbarie (2008)
- Política razonable (2008)
- Saliendo al paso (2008)
- La confraternita della Buona Sorte (La hermandad de la Buena Suerte) (2008) - Passigli, 2009. ISBN 9788836811786
- La aventura de pensar (2008)
- Borges: La ironía metafísica (2008)
- La resistencia (2009)
- Storia della filosofia (Historia de la filosofía. Sin temor ni temblor) (2009) - Laterza, 2010. ISBN 9788842094210
- Tauroética (2010)
- La música de las letras (2010)